# Museonder
El Museonder és un museu dels Països Baixos situat al Parc Nacional De Hoge Veluwe. Aquest museu se centra en la geologia i la biologia del Veluwe, i s'anomena a si mateix "el primer museu completament subterrani del món". El nom "Museonder" és mot creuat entre les paraules neerlandeses "museu" i "sota", "museum" i "onder" respectivament.

## Història
El museu va obrir el març del 1993, essent inaugurat pel príncep Claus dels Països Baixos. Immediatament, va ser aplaudit per la seva aproximació actual a la informació exposada. En sis mesos es va informar que el nombre de visitants al parc nacional havia crescut al voltant de la meitat, principalment per l'apairició del nou museu. També es va fer públic que el museu havia patit vandalisme, motiu pel qual es necessitava contractar més guardes i reparar diverses parts de l'exposició.
El 2008, la direcció del parc nacional va anunciar renovacions al parc, incloses algunes que afectarien el Museonder. A partir d'aleshores el museu acolliria exposicions temporals, a més de l'exposició permanent.

## Col·lecció

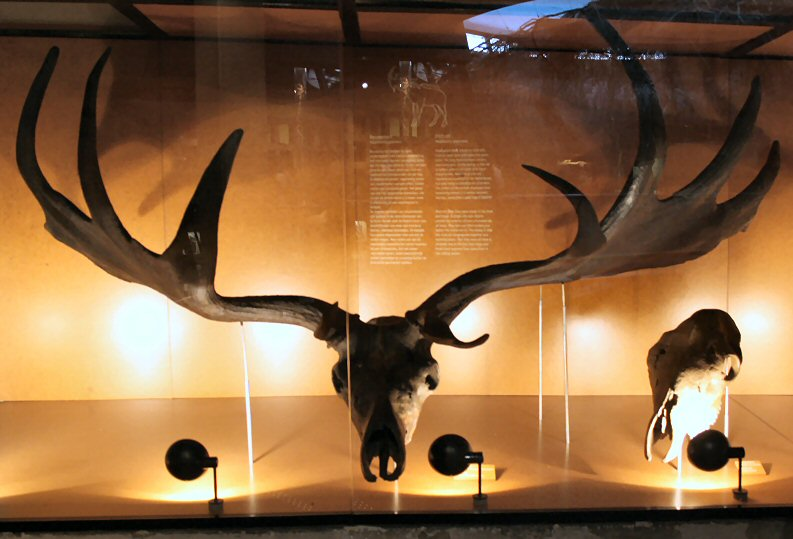
Crani d'un uapití irlandès en exposició

La col·lecció del museu inclou restes esquelètiques d'espècies existents i extintes que viuen o han viscut a la regió. Alguns exemples d'espècies en exposició són el rinoceront llanut, l'ós de les cavernes, l'elefant i l'ur. A més, també s'hi exposen blocs erràtics i les curosament excavades arrels d'un arbre de 135 anys.